# 日本猛蝦蛄
日本猛蝦蛄（学名：Harpiosquilla japonica）为蝦蛄科猛蝦蛄屬下的一个种。